# Сарторис
Сарторис (енгл. Sartoris) роман је америчког књижевника и нобеловца Вилијама Фокнера из 1929. Настао је као скраћена и прерађена верзија романа Заставе у прашини. Наиме, након што је рукопис Застава у прашини одбијен од стране више издавачких кућа, кућа Харкорт Брејс пристала је да објави рукопис под условом да га аутор скрати за 25 000 речи. Пошто Фокнер није желео да се подухвати оваквог посла, препустио је пријатељу Бену Восону да изврши редакцију текста, те је скраћена верзија романа са промењеним именом Сарторис штампана 1929. Сматра се првом великом прекретницом у Фокнеровом стваралаштву. Уједно је и његово прво дело чија се радња одиграва у имагинарном округу Јокнапатафи, где је смештена радња готово свих каснијих прозних остварења америчког нобеловца.
У роману се приповеда о успону и паду јужњачке патрицијске породице Сарторис. Посебан фокус лежи на Бајарду Сарторису млађем, који уноси деструкцију и немир у округ, након повратка са европског ратишта Првог светског рата, где је присуствовао погибији брата близанца. Поред породице Сарторис (којима ће се Фокнер вратити у роману Непобеђени), у њему се први пут појављује Хорас Бенбоу (главни јунак Светилишта и Реквијума за искушеницу) и Флем Сноупс (средишњи лик романа Сеоце, Град и Палача). Сарторис одликује мешавина реалистичких и мелодрамских елемената, готово барокно преобиље у стилу, тематизовање скривених мрачних страсти, перверзија и самодеструкција. У њему се појављује и мотив породичног проклетсва, који ће Фокнер у каснијим делима развити по угледу на антички хибрис из грчких трагедија. Атмосфера и концепција света великим делом је заснована на модернистичкој песми Пуста земља Т. С. Елиота. Роман је посвећен америчком књижевнику и Фокнеровом ментору Шервуду Андерсону.
Фокнерови проучаваоци су махом незадовољни Восоновим интервенцијама и сматрају да је скраћивањем роман изгубио на вредности. Из овог разлога, али и због тога што аутор није сам извршио редакцију, Сарторис је данас у Америци повучен из штампе, а уместо њега се штампа првобитни текст књиге Заставе у прашини. Сарторис до 2016. није преведен на српски, али је у домаћим библиотекама присутан хрватски превод Ивана Сламинга из 1977.